# Fletcher (Ohio)

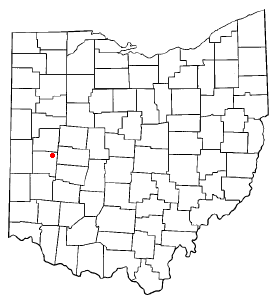
Fletcher na planie stanu Ohio

Fletcher – wieś w USA, w stanie Ohio, w hrabstwie Miami.
W roku 2010, 27,7% mieszkańców było w wieku poniżej 18 lat, 8,1% było w wieku od 18 do 24, 26,4% miało od 25 do 44 lat, 24,9% miało od 45 do 64, a 12,9% było w wieku 65 lat lub starszych. We wsi było 51,6% mężczyzn i 48,4% kobiet.
Liczba mieszkańców w 2010 roku wynosiła 473, a w 2012 wynosiła 476.